# Ace Combat: Distant Thunder
Ace Combat: Distant Thunder (uitgeven in de Verenigde Staten als Ace Combat 04: Shattered Skies) is een actie- en simulatiespel ontwikkeld door Namco voor de PlayStation 2.

## Gameplay
Gedurende het spel kan de speler uit 21 verschillende vliegtuigen kiezen. Elk vliegtuig heeft twee verschillende opdrukken, welke kunnen worden verkregen door het behalen van een bepaalde ranglijstpositie, het uitschakelen van tegenstanders en het voltooien van uitdagingen.
De moeilijkheidsgraad bepaalt het aantal tegenstanders per level, hun denkvermogen en hoeveel schade ze kunnen verdragen. Op het moeilijkste niveau kan het vliegtuig van de speler na een keer te worden geraakt neerstorten.
De speler kan geld verdienen door tegenstanders uit te schakelen of wapens en vliegtuigen te verkopen. Het standaard vliegtuig, de McDonnell Douglas F-4 Phantom II, kan niet worden verkocht. Om alle wapens en vliegtuigen te kunnen kopen, moet de speler meerdere keren het spel doorlopen.

## Ontvangst
| Beoordeeld door          | Datum            | Score |
| ------------------------ | ---------------- | ----- |
| Gamezilla                | 12 november 2001 | 100%  |
| XGP Gaming               | 29 mei 2004      | 92%   |
| Gaming Age               | maart 2002       | 91%   |
| GBase - The Gamer's Base | 10 maart 2005    | 90%   |
| Cheat Code Central       | 2001             | 90%   |
| Gaming Target            | 4 januari 2002   | 82%   |
| Gamers.at                | 12 februari 2002 | 81%   |
| Pelit                    | maart 2002       | 80%   |
| 4Players.de              | 18 maart 2002    | 76%   |
| The Video Game Critic    | 8 maart 2002     | 75%   |